# Coventry Building Society Arena
La Coventry Building Society Arena, jusqu'en 2021 la Ricoh Arena, est un stade situé dans le quartier de Rowleys Green à Coventry en Angleterre. Le complexe comprend un stade de 32 609 places, un palais des expositions de 6 000 mètres carrés, un hôtel, un club de loisirs et un casino. Tout près, se trouve le Arena Park Shopping Centre, l'un des plus grands hypermarchés Tesco Extra du Royaume-Uni.
C'est le terrain de jeu du Coventry City Football Club évoluant en Championship entre 2005 et 2013 puis 2014 et 2019 et depuis 2021. L'équipe de rugby des Wasps y évolue également depuis 2014.

## Histoire
Le permis de construire de la nouvelle enceinte a été attribué au printemps 1999, avec une date cible d'achèvement au mois d'août 2001. Cette échéance n'a pas été respectée avec près de quatre ans de retard. L'emplacement était précédemment occupé par l'usine à gaz de Foleshill.
La conception originale du projet prévoyait un stade ultra-moderne de 45 000 places avec un toit rétractable, et une pelouse amovible[Quoi ?]. Après la relégation de Coventry City FC et l'échec de la candidature anglaise pour accueillir la coupe du monde 2006, un certain nombre d'entrepreneurs et de financiers se sont retirés, les ambitions du plan furent considérablement réduites pour tenir compte des nouvelles réalités. Le 26 avril 2005, la société japonaise Ricoh acheta les droits de naming du bâtiment pour 10 millions £ sur 10 années.
La Ricoh Arena est devenu le domicile du Coventry City Football Club au début de la saison 2005-2006, après 106 ans au stade de Highfield Road. Le premier match dans le nouveau stade est joué le 20 août 2005 contre Queens Park Rangers Football Club, devant une foule réduite de 23 012 spectateurs (pour des raisons de sécurité). Le match s'est soldé par une victoire de Coventry sur le score de 3 à 0, avec Claus Bech Jørgensen devenant le premier joueur à marquer à Ricoh Arena.
Le stade a été officiellement inauguré par Dame Kelly Holmes et le ministre des Sports Richard Caborn, le 24 février 2007.
On y retrouve également le tournoi de snooker du Champion des champions.

## Événements
- Concert de Bryan Adams, 23 septembre 2005
- Concert de Bon Jovi, 7 juin 2006 et 24 juin 2008
- Concert de Red Hot Chili Peppers, 2 juillet 2006
- Demi-finale de la Coupe d'Europe de rugby à XV, 22 avril 2007, 27 avril 2008 et 20 avril 2019
- Concert de Coldplay, 29 mai 2012
- Concert de Muse, 22 mai 2013
- Coupe du monde de rugby à XV 2015
- Concert de Rihanna, 25 juin 2016

## Galerie

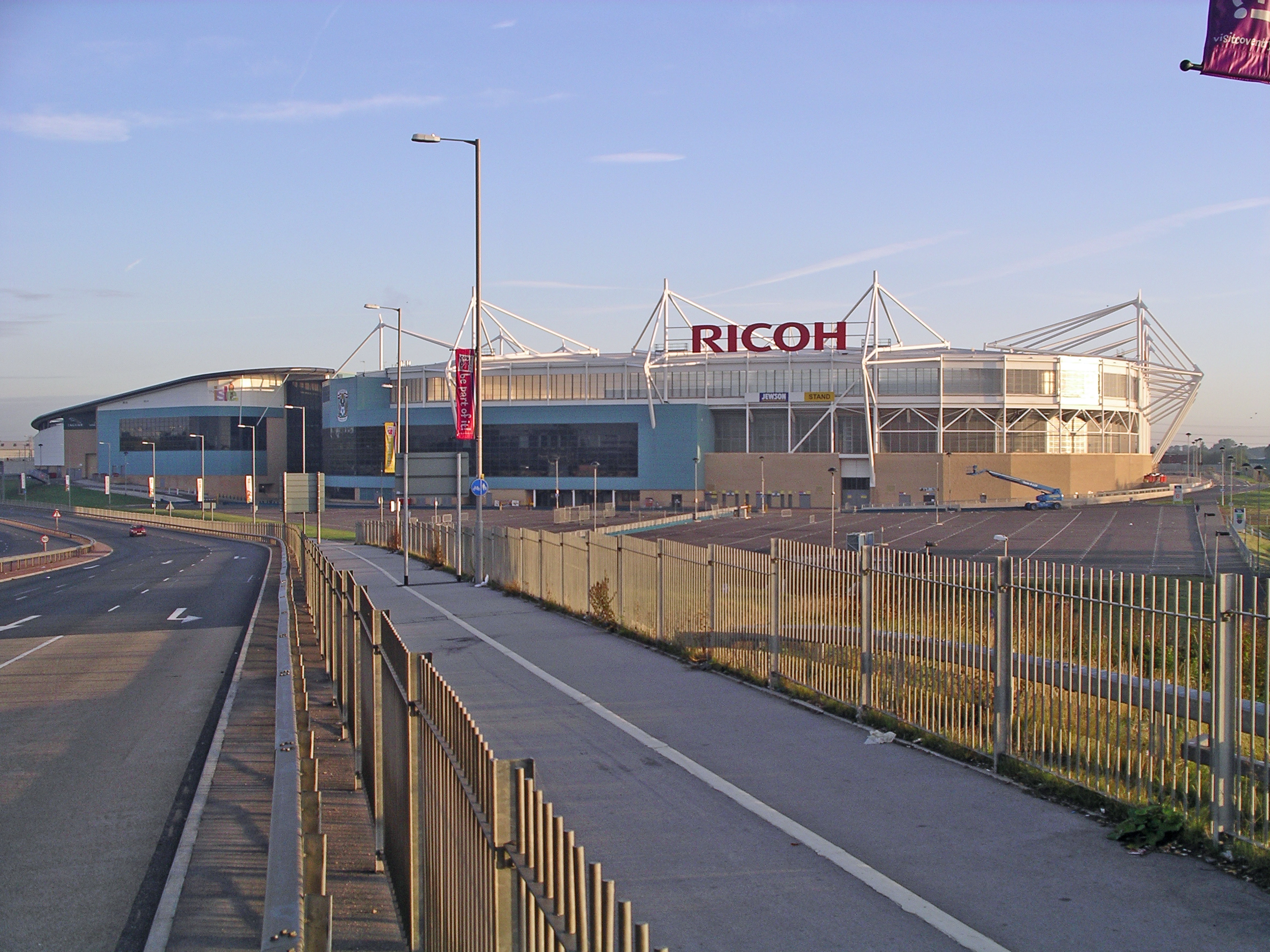
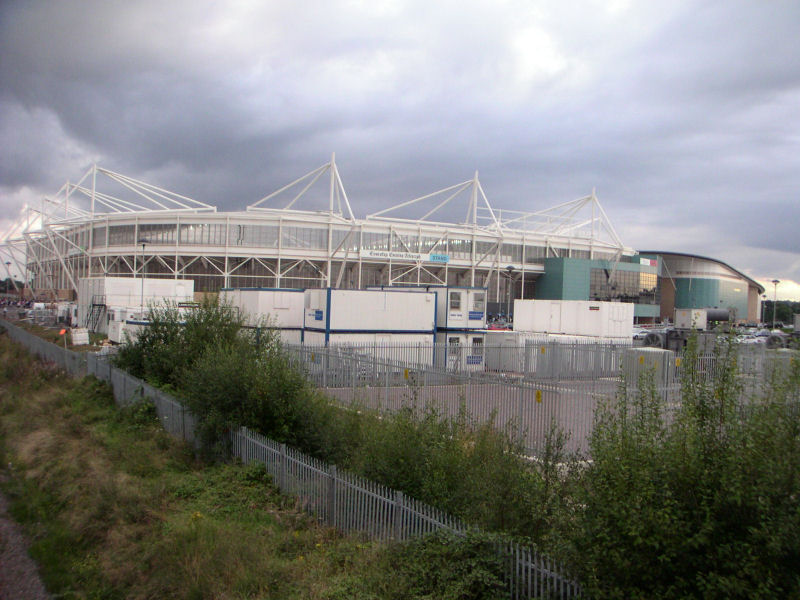
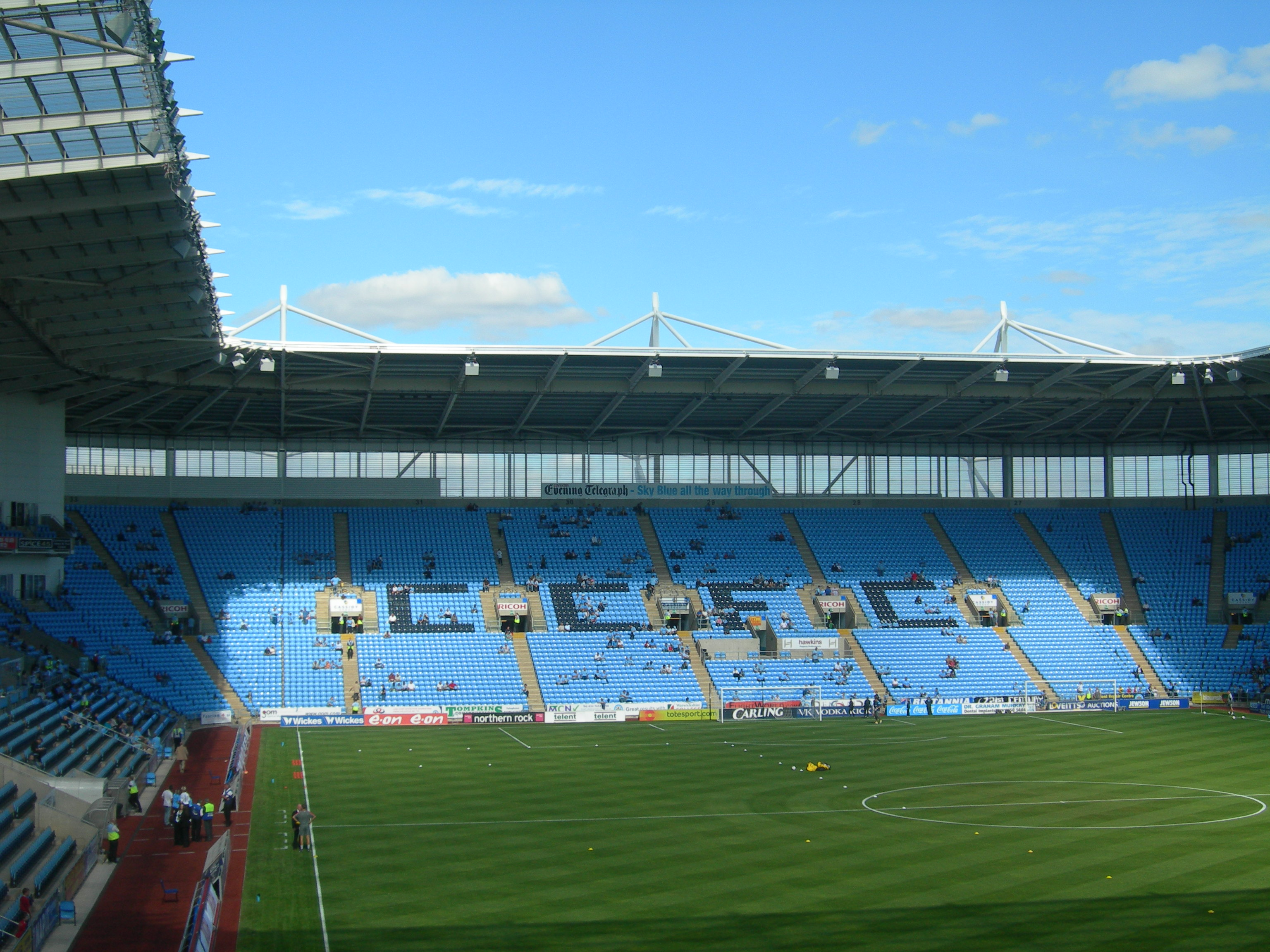
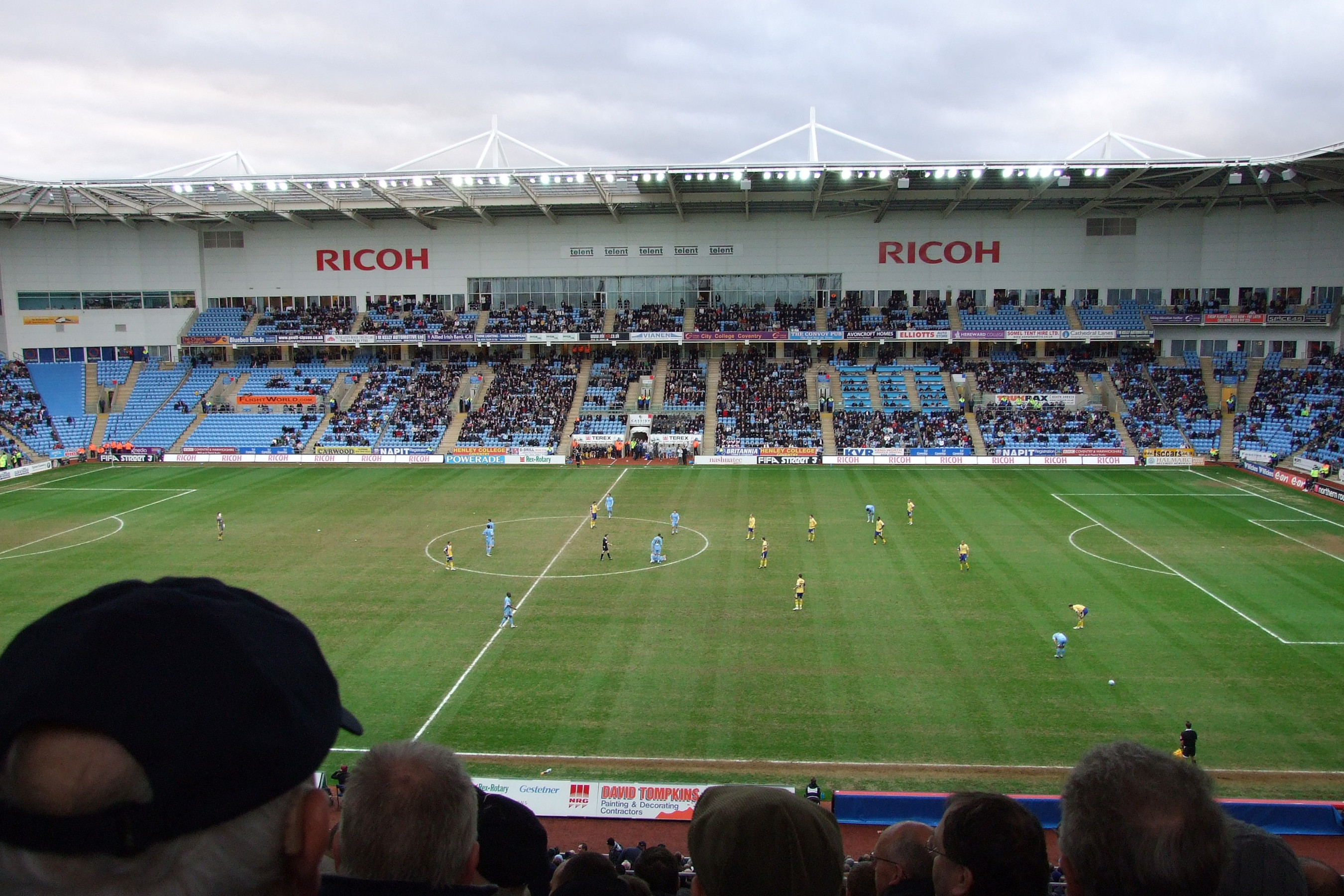